# Mimulosia proxima
Mimulosia proxima là một loài bướm đêm thuộc phân họ Arctiinae, họ Erebidae.